# Säkylä
Säkylä este o comună din Finlanda.